# Floriane Devigne
Pour les articles homonymes, voir Devigne.
Floriane Devigne, née en 1977 à Lausanne, est une documentariste suisse.

## Biographie
En 1997, elle est diplômée de l’Institut national supérieur des arts du spectacle et des techniques de diffusion du spectacle de Bruxelles. De 1997 à 2005, elle travaille comme comédienne. En 2005, elle passe derrière la caméra et réalise Les mots Claires son premier court-métrage.
En 2013, elle réalise La Clé de la chambre à lessive. À Lausanne, la machine à laver est installée dans le hall d'entrée d'un immeuble, car le local dédié à la buanderie au sous-sol est utilisé pour la prostitution.
En 2018, elle réalise un documentaire sur l'intersexuation. Le film narre la rencontre de deux personnes intersexes assignées femmes à leur naissance.
En 2018, elle signe le documentaire Juste Charity. Elle fait le portrait de Charity, une jeune nigériane contrainte à la prostitution de rue à Nantes. Elle porte plainte contre ses bourreaux et reconstruit sa vie.
En 2023, Floriane Devigne réalise un road-movie. Elle part sur les routes de France à la recherche des dernières cabines téléphoniques. À travers l'histoire de ces cabines, ce road-movie est une analyse critique de notre société.

## Documentaires
- Les mots Claires, 23 min, 2005
- La Boîte à tartines, 52 min, 2007
- La Clé de la chambre à lessive, 72 min, 2013
- Ni d’Eve, ni d’Adam. Une histoire intersexe, 58 min, 2018
- Juste Charity, 76 min, 2022
- Allô la France, 77 min, 2023

## Séries
- Cut up, Arte
- Biffe thérapie, Infracourt, France 2.

## Prix et distinctions
- Televion prize pour La Boîte à tartines, Avanca Film Festival, Portugal, 2008
- Grand prix pour La Clé de la chambre à lessive, Visions du réel, Nyon, 2013